# Фахд од Саудијске Арабије
Фахд од Саудијске Арабије (арап. فهد بن عبد العزيز ال سعود, рођен 1921. или 1923. у Ријаду; †  1. август 2005.) је син Абд ел-Азиз ибн Сауда, био је пети краљ Саудијске Арабије од 1982. до своје смрти. Он је син краља Ибн Сауда, оснивача династије. Фахд је 1995. године доживео озбиљан мождани удар који га је спречио да обавља своје службене дужности. Наследио га је његов полубрат, принц Абдулах, регент од 1996. године.

## Биографија
Фахд је био најстарији од седморице Судајри, синова краља Абдулазиза и Хасе ибн Ахмед Ел Судајри. Био је министар образовања од 1953. до 1962. године, за време владавине краља Сауда. Потом је био министар унутрашњих послова од 1962. до 1975. године, на крају владавине краља Сауда и током владавине краља Фајсала. Именован је за престолонаследника када је његов полубрат Халид постао краљ после убиства краља Фајсала 1975. године. Фахд се сматрао де факто вођом земље током владавине краља Халида, делом због његовог лошег здравља.
Након смрти краља Халида 1982. године, Фахд је ступио на трон. Заслужан је за увођење Основног закона Саудијске Арабије 1992. године.

## Младост и образовање
Принц Фахд похађа Школу принчева у Ријаду, школу коју је основао његов отац за образовање краљевске породице. Фахд је учио уз менторе укључујући шеика Абдула Ганија Хајата. Затим је похађао Институт за религијске студије у Меки.
Фахд је био на свом првом државном путовању у иностранству (у Њујорку) да би присуствовао отварању пленарне седнице УН, на којој је пратио свог брата Фајсала који је тада био министар спољних послова. 1945. године.
Принцa Фахда је са 30 година, његов отац унапредио у министра образовања 1953. године. Исте године отишао је у своју прву званичну посету да представља династију Сауд на крунисању краљице Елизабете II. Предводи саудијску делегацију у Арапској лиги, показујући тако своју високу службу у пословима краљевине 1959. године. Фахд је добио кључну функцију министра унутрашњих послова 1962. године, а затим пет година касније функцију другог потпредседника владе.
Краља Фајсала је убио један од његових нећака 25. марта 1975. године. Његов полубрат Фахд је тада постао престолонаследник и први заменик премијера краља Халида.

## Владавина
Краљ Халид је преминуо 13. јуна 1982. године, а Фахд ступа на трон и именује свог полубрата Абдулаха за првог потпредседника владе. Краљ Фахд се прогласио 1986. године „чуваром две свете џамије“, два од три света исламска места на саудијској територији: Мека и Медина.
Примио је петицију 6. новембра 1990. године, од неколико жена укључујући Ајшу Ел Ману да укине забрану вожње женама. Демонстрације које су пратиле петицију брзо су обуздане и онима који су учествовали забрањено је да напусте територију, а они који су били на државним пословима су отпуштени. У време Заливског рата дозволио је постављање сталних база за америчку војску, што му је донело извесне критике у својој земљи па чак и прилично велике демонстрације 1993. године.
Доживео је исцрпљујући мождани удар 1995. године, након чега није могао да настави да обавља пуне службене дужности. Његов полубрат престолонаследник Абдулах био је де факто регент краљевства и наследио је Фахда на месту краља након његове смрти 2005. Са 23 године владавине, Фахд остаје саудијски краљ са најдужом владавином.
Краљ Фахд је хоспитализован 27. маја 2005. године, у тешком стању због инфекције плућа и преминуо је 1. августа 2005. године.